# Balsa (Ungarn)
Balsa ist eine ungarische Gemeinde im Kreis Ibrány im Komitat Szabolcs-Szatmár-Bereg.

## Geografische Lage
Balsa liegt 27 nordwestlich des Komitatssitzes Nyíregyháza und 14 Kilometer nordwestlich der Kreisstadt Ibrány, am linken Ufer der Theiß. Nachbargemeinden sind Szabolcs und Gávavencsellő. Am gegenüberliegenden Ufer der Theiß liegt die Gemeinde Kenézlő.

## Geschichte
Im Jahr 1913 gab es in der damaligen Großgemeinde 262 Häuser und 1643 Einwohner auf einer Fläche von 3430 Katastraljochen. Sie gehörte zu dieser Zeit zum Bezirk Dada felső im Komitat Szabolcs.

## Infrastruktur
In Balsa gibt es Bürgermeisteramt, Kindergarten, Grundschule, Bücherei, Kulturhaus, Post sowie eine Hausarztpraxis und Apotheke.

## Söhne und Töchter der Gemeinde
- József Cserhát (1915–1969), Autor und Dichter

## Sehenswürdigkeiten
- Griechisch-katholische Kirche Szent Mihály főangyal, 1777 erbaut
- Nepomuki-Szent-János-Reliefgedenktafel
- Raumplastik, erschaffen 1972 von Ferenc Kovács
- Reformierte Kirche
- Römisch-katholische Kapelle Magyarok Nagyasszonya mit freistehendem Glockenturm, 1948 erbaut, 2001 restauriert

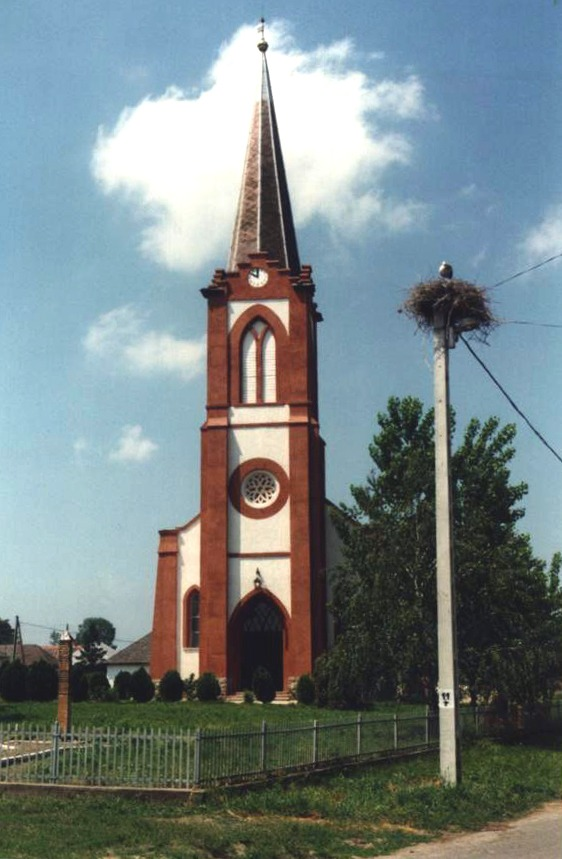
Reformierte Kirche und Storchennest
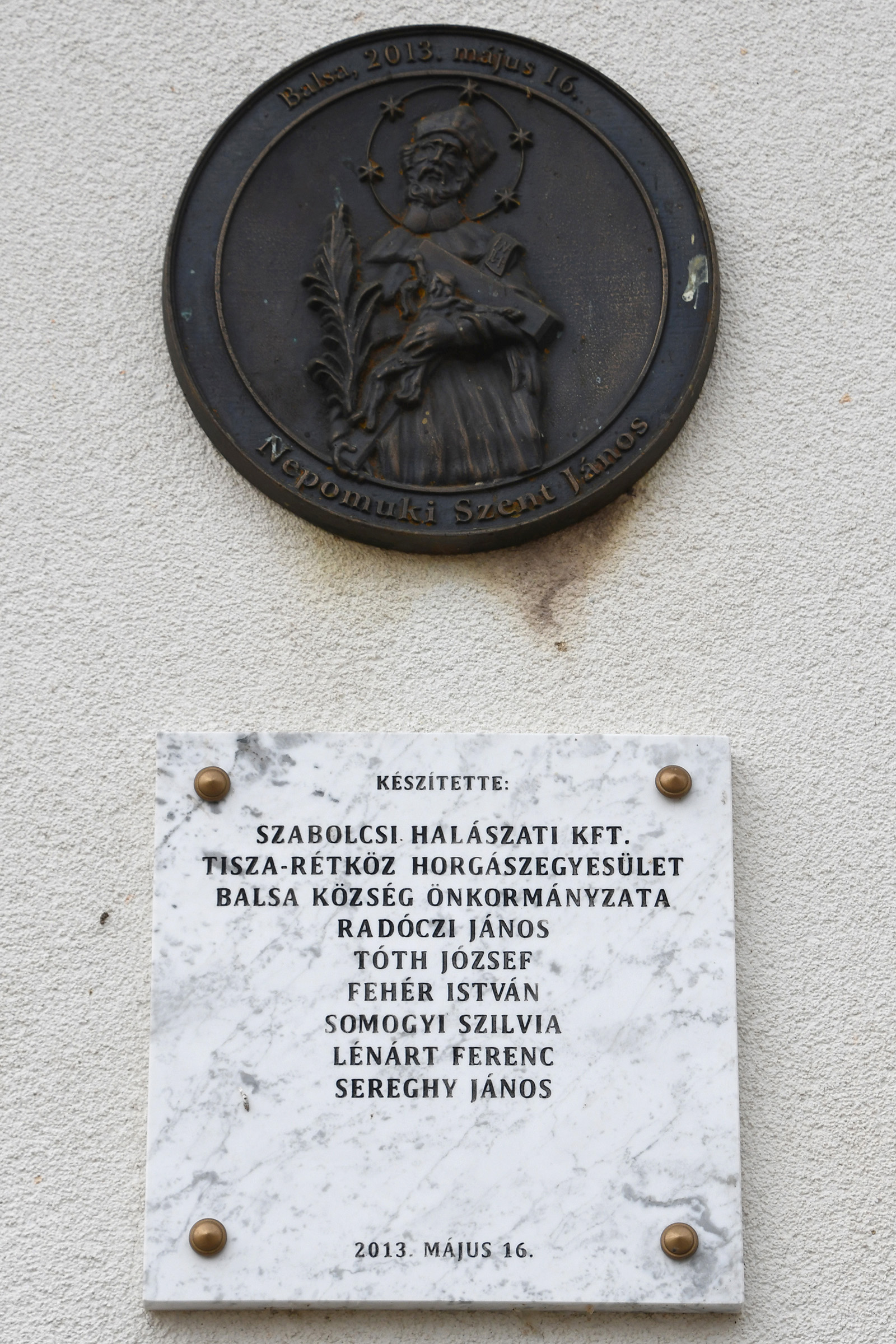
Nepomuki-Szent-János-Reliefgedenktafel
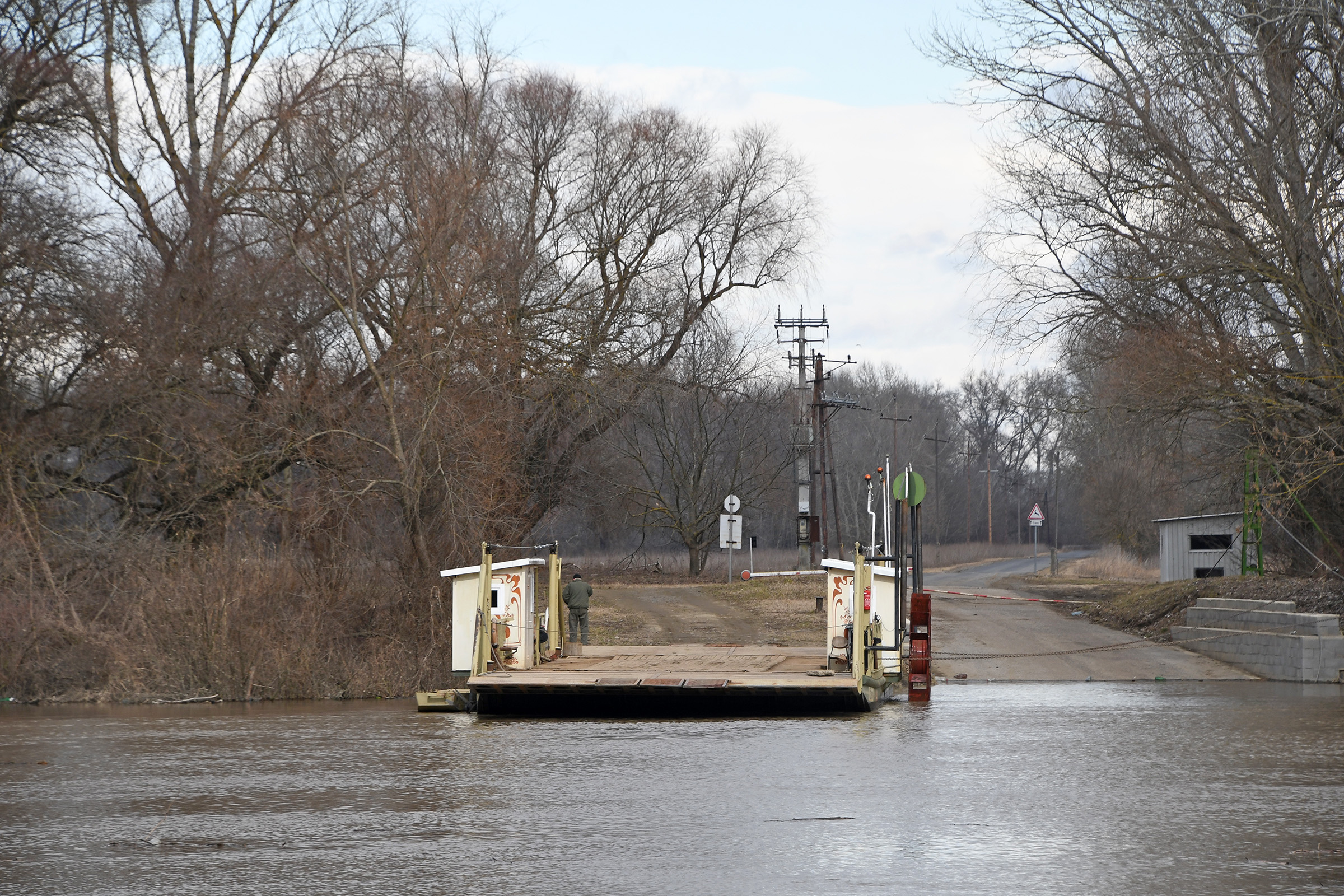
Fähranlegestelle an der Theiß
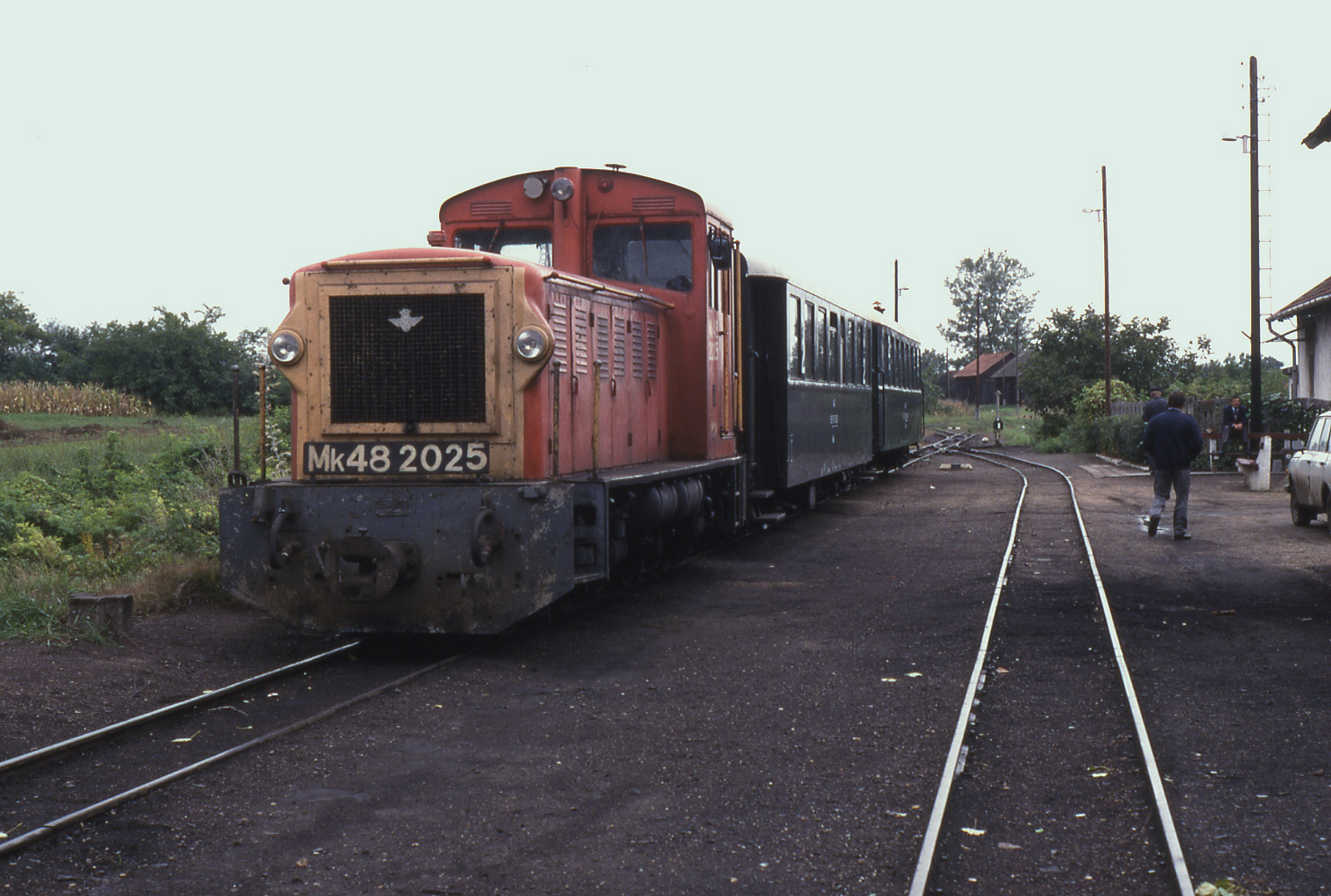
Zug der Kleinbahn Nyírvidék

## Verkehr
Durch Balsa verläuft die Landstraße Nr. 3827. Der nächstgelegene Bahnhof befindet sich  südwestlich in der Stadt Rakamaz. Es gibt eine ganzjährige Fährverbindung über die Theiß nach Kenézlő. Balsa lag zudem an der Strecke der Kleinbahn Nyírvidék (Nyírvidéki Kisvasút), die 2009 stillgelegt wurde.